# Serieåret 1895

## Händelser

### Februari
- 17 – I USA lanseras Richard F. Outcaults serie Yellow Kid i tidningen New York World.[1] Den brukar kallas för världens första framgångsrikare serie.

### Maj
- 5 – Yellow Kid blir en serie i färg.

### Fotnoter
1. ↑  Don Markstein's Toonopedia. ”The Yellow Kid”. http://www.toonopedia.com/yellow.htm.